# Sajószárnya
Koordináták: é. sz. 48° 26′ 19″, k. h. 20° 20′ 06″48.438539°N 20.335006°E

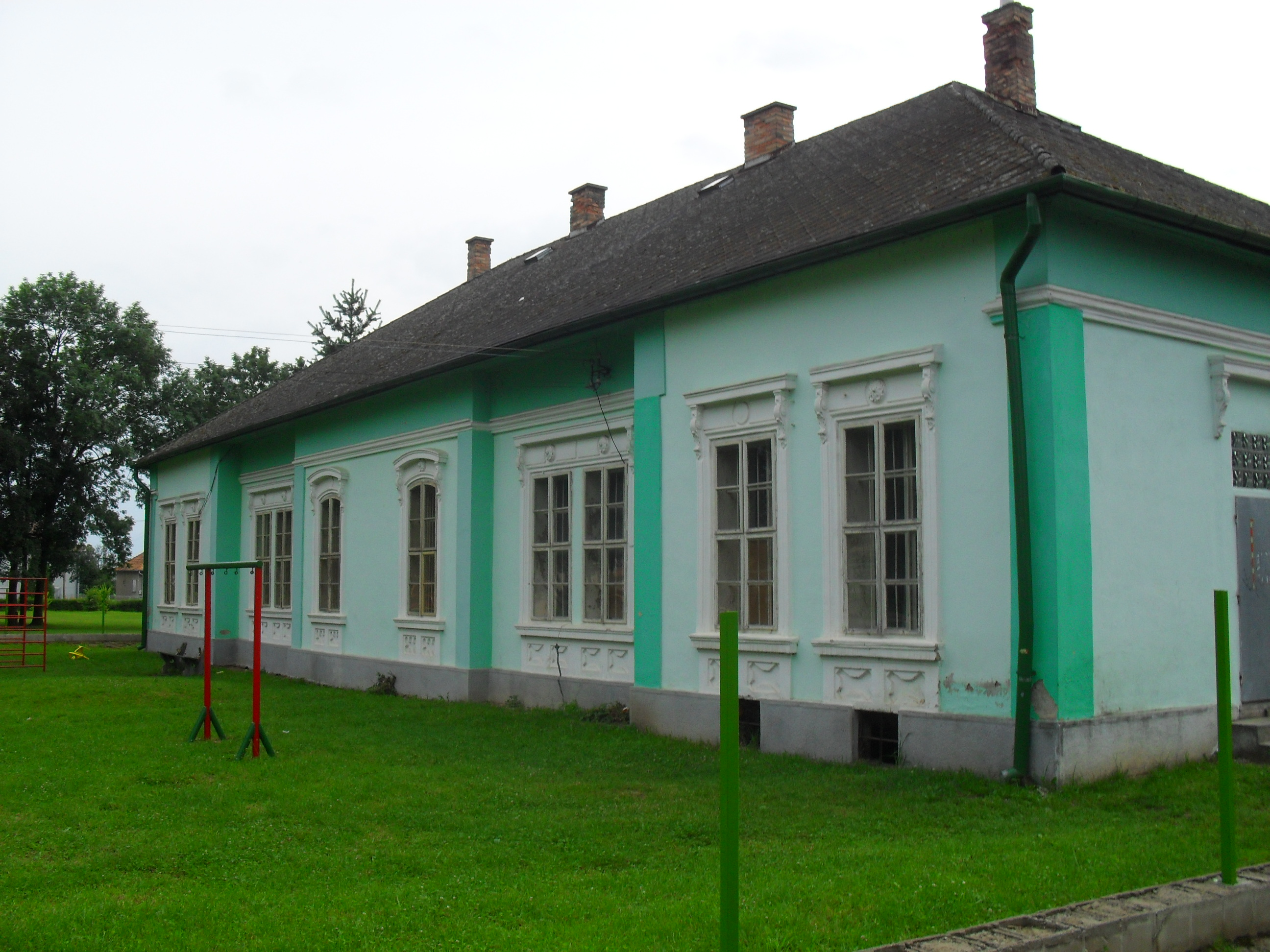
A Radvánszky-kastély

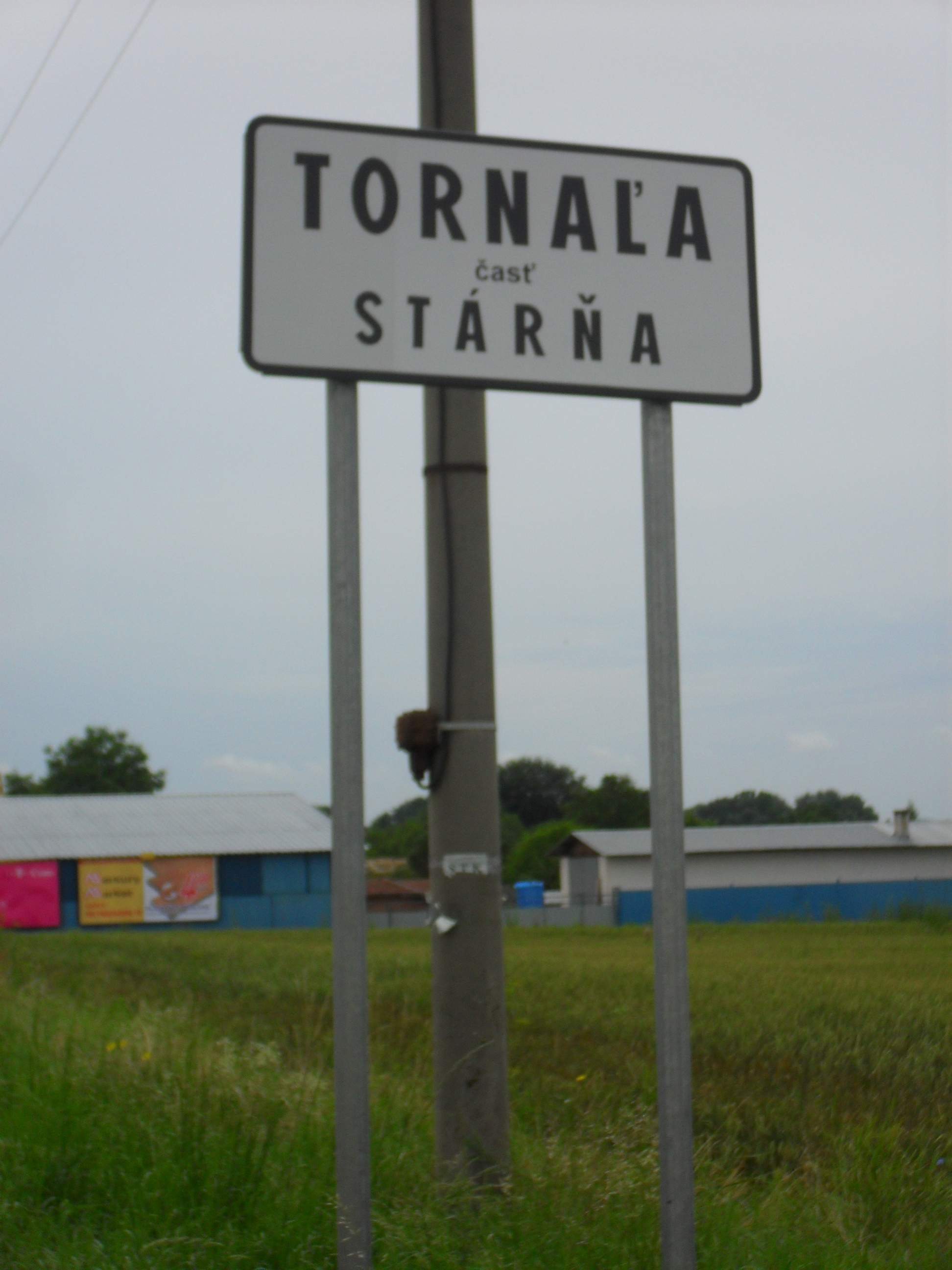
Helységnévtábla

Sajószárnya (1899-ig "Sztárnya", szlovákul: Starňa) 1971 óta Tornalja város része, korábban önálló község Szlovákiában, a Besztercebányai kerület Nagyrőcei járásában. Egyike a Tornalja várost alkotó négy kataszteri területnek, területe 5,745 km² (a város területének 9,9 %-a).

## Fekvése
Tornalja központjától 3 km-re északra, a Sajó bal partján fekszik. Keresztülhalad rajta a 67-es főút Tornalja és Pelsőc közötti szakasza.

## Története
1291-ben „Ztarnafolua" néven említik először, nevét első birtokosáról kapta. 1437-ben a helyi nemes Sztárnay család birtoka, a család 1790-ig birtokos a községben.
A 18. század végén Vályi András így ír róla: „SZÁRNYA. Magyar kis falu Gömör Várm. fekszik Sajó vize mellett, Tornallyához nem meszsze; határja jól termő."
1790-től a gróf Pletrich család, majd 1850-ben a Radvánszkyak és Hevessyek a főbb birtokosai. Utóbbiak a településen kastélyt is építettek a 19. század második felében. A 19. század közepétől szeszfőzde is működött a községben.
A 19. század közepén Fényes Elek eképpen írja le: „Sztárnya, magyar helység, Gömör vmegyében, Sajó-Gömör városával és Tornaljával határos rónaságon, a Rosnyótól Putnok felé vivő országút mellett fekszik. Van benne Radványszky Gusztáv urnak csinos lakháza, nagy kiterjedésű rendezett kertje, s nagy pálinka-gyára; a lakosok száma megy 698 lélekre. A közbirtok áll 3 urbéri, és 14 majorsági telekből, van 3 majors. jobbágy is, 11 zsellér és 20 lakó, erdeje 535 holdat tesz. Laposon fekvő szántófölde s rétje legjobb életet s takarmányt ad a szorgalmas munkásnak jutalmul. Birják még Radvánszky és Ábrahám urakon kivül: Várnay, Pap, Tót nemes családok."
Borovszky monográfiasorozatának Gömör-Kishont vármegyét tárgyaló része szerint: „Sztárnya, sajóvölgyi magyar kisközség, 66 házzal és 206 róm. kath. vallású lakossal. Már 1291-ben felmerül Ztamnafolua, Sztamafolua és Ztamateleke néven. 1437-ben a Sztárnay, másként Várnay család a földesura, egész 1790-ig, a mikor e család birtokait a gr. Pletrich család kapja, melytől 1850-ben Radvánszky Gusztáv vette meg. A Pletrich családon kívül még az Ábrahámy, Pap és a Tóth családok is birtokosok voltak itt, most pedig Radvánszky György orsz. képviselőnek és Hevessy Lászlónak van itt nagyobb birtoka. A Radvánszky-féle kastély a hetvenes években épült, Hevessyé pedig 1882-ben. Sztárnya határában feküdt hajdan Tamásfalva község, melyről a XIV. században még szó van. Sztárnyán nincs templom. Postája, távírója és vasúti állomása Tornallya."
A trianoni diktátumig Gömör-Kishont vármegye Tornaljai járásához tartozott. 1938 és 1944 között újra Magyarország részeo.
1971-ben Bejével együtt Tornaljához csatolták.

## Népessége
1880-ban 351 lakosából 302 magyar és 7 szlovák anyanyelvű volt.
1890-ben 365 lakosából 363 magyar anyanyelvű volt.
1900-ban 393 lakosából 392 magyar volt.
1910-ben 402 lakosából 391 magyar és 6 szlovák anyanyelvű volt.
1921-ben 428 lakosából 363 magyar és 31 csehszlovák volt.
1930-ban 569 lakosából 501 magyar és 40 csehszlovák volt.
1941-ben 655 lakosából 528 magyar és 80 szlovák volt.

## Nevezetességei
- A Radvánszky-kastély az 1870-es években épült neobarokk stílusban. Jelenleg óvodaként működik.
- Második világháborús emlékmű a temetőben.

## Képtár

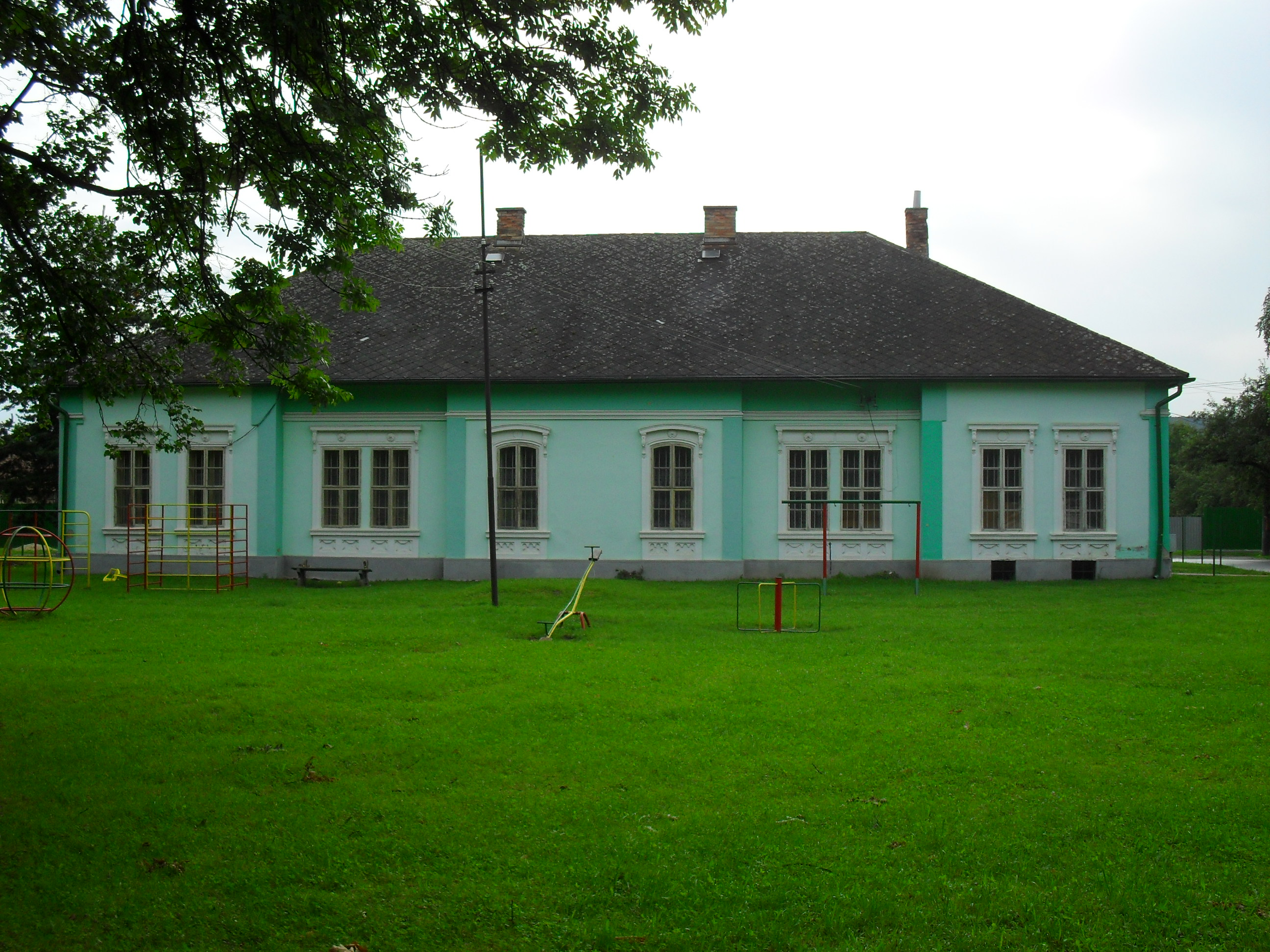
Kastély
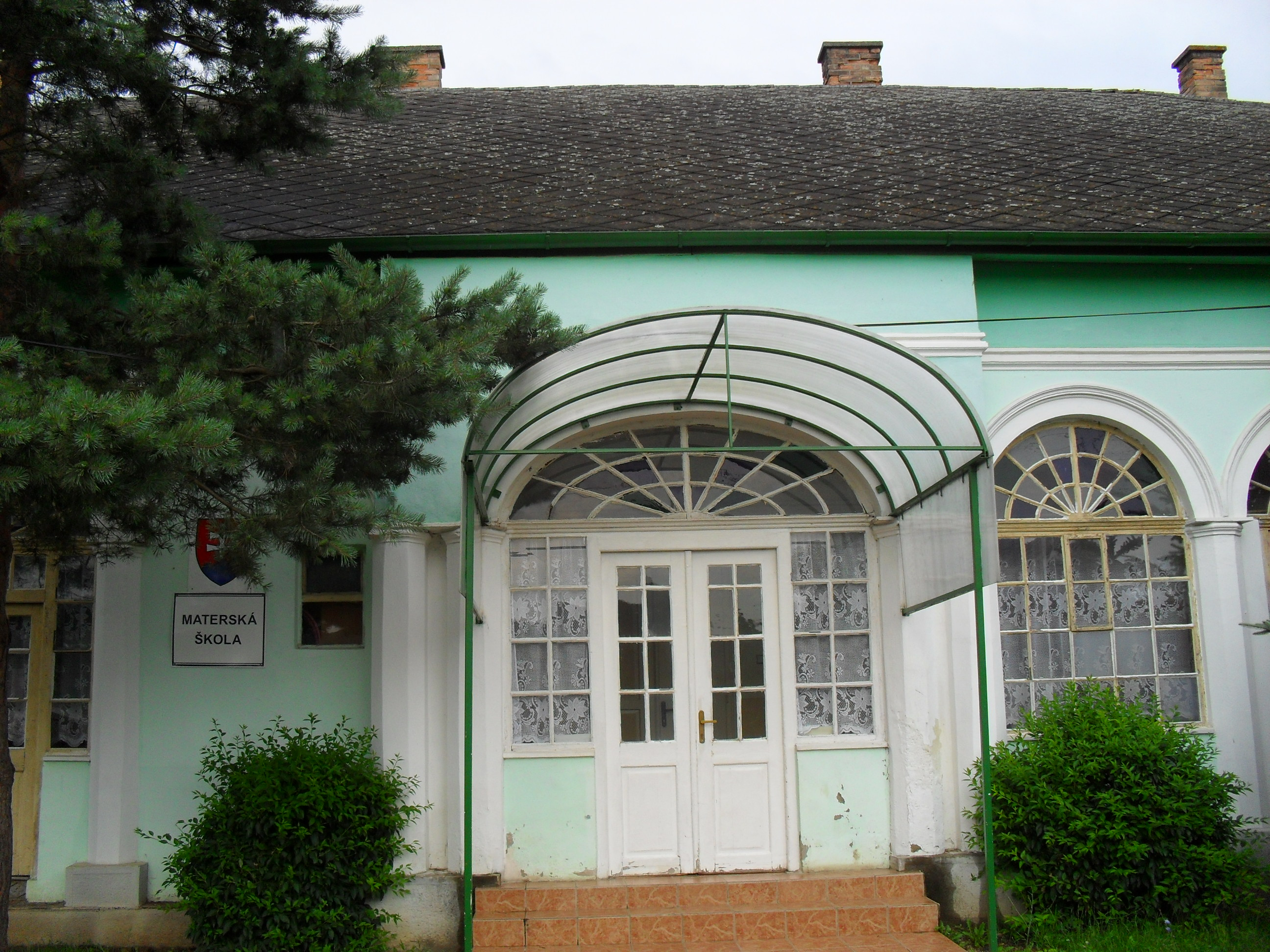
Kastély
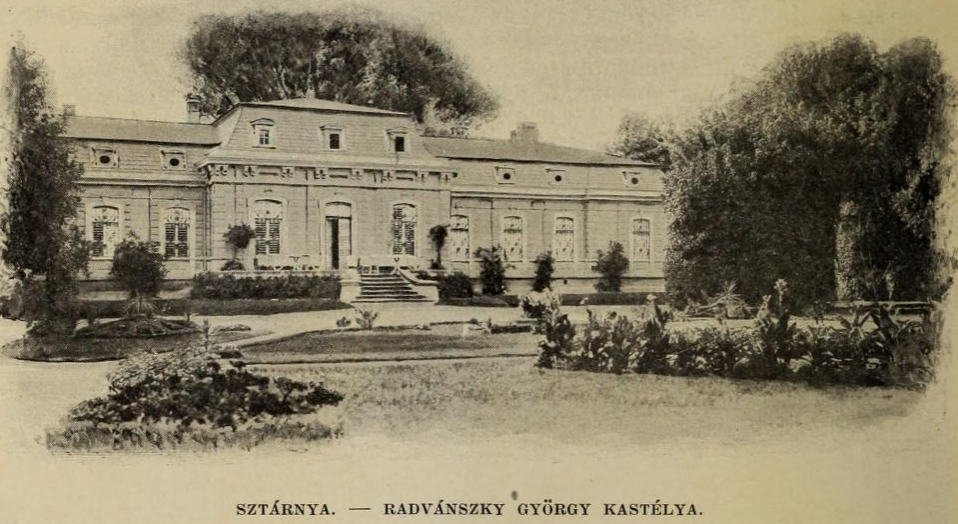
Radvánszky György kastélya (1903)
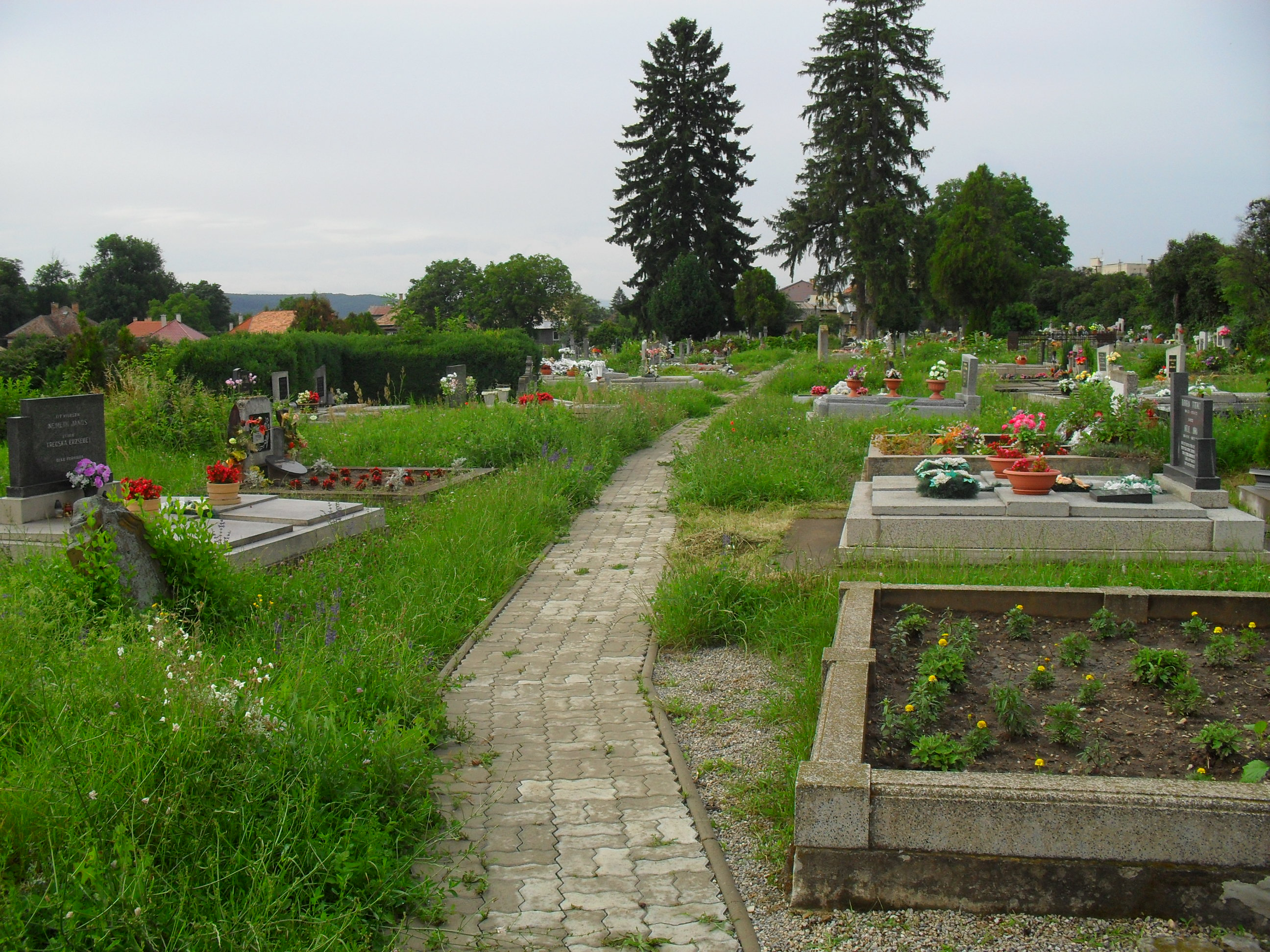
Temető
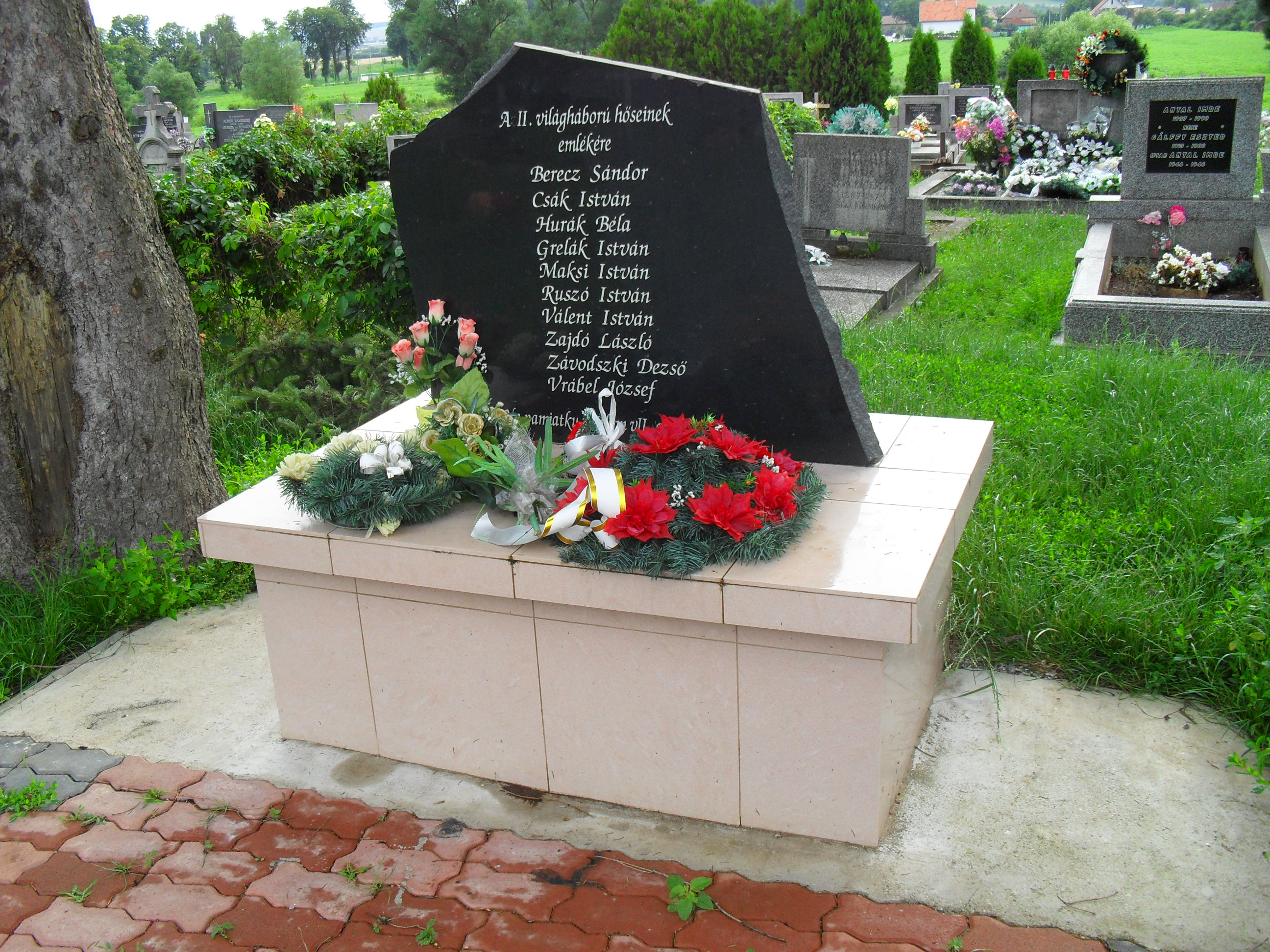
Világháborús emlékmű

## Külső hivatkozások
- Tornajla hivatalos oldala
- E-obce.sk Archiválva 2009. május 22-i dátummal a Wayback Machine-ben
- Községinfó